# Der Bulle von Tölz: Rote Rosen
Rote Rosen (Arbeitstitel" Der Tod kam über den Balkon) ist ein deutscher Fernsehfilm von Jörg Grünler aus dem Jahr 2000 nach einem eigenen Drehbuch. Es ist die 28. Folge der Krimiserie Der Bulle von Tölz mit Ottfried Fischer als Hauptdarsteller in der Rolle des Hauptkommissars Benno Berghammer. Die Erstausstrahlung erfolgte am 27. September 2000 auf Sat.1.

## Handlung
In Bad Tölz verbreitet ein Spanner und Serienvergewaltiger Angst und Schrecken, vor allem unter der weiblichen Bevölkerung. Er verfährt immer nach dem gleichen Muster: Er dringt nachts durch die Terrassen- oder Balkontür ein, betäubt das Opfer und hinterlässt einen Strauß Rosen. Resi Berghammer ist ganz aufgeregt und will nicht länger warten, bis es ihrem Sohn Benno gelingt, den Täter dingfest zu machen, und trommelt eine Selbstverteidigungsgruppe für Frauen unter der Leitung von Jacky Wong zusammen.
Aufgrund der an den Tatorten hinterlassenen Spritzen vermutet die auszubildende Kommissarin Alexandra Steffen den Täter im medizinischen Bereich. Bisher hat er seine Opfer am Leben gelassen, doch es ist zu befürchten, dass er irgendwann jemanden tötet.
Während Benno ernsthaft überlegt, zu Hause auszuziehen, lernt Sabrina den attraktiven Facharzt für Gynäkologie und Psychotherapie Dr. Raimund Vogler kennen, der sich sehr für die Untersuchungen der Polizei interessiert.
Der Fernfahrer Herbert Faltermaier findet seine Frau tot auf, als er nachts von einer Tour aus Italien nach Hause kommt. Das Opfer wurde betäubt, gefesselt, geknebelt und erwürgt; auch steckt die Spritze noch, und das Gesicht ist mit Rosen bedeckt. Der Ehemann hat ein Alibi durch seinen Fahrtenschreiber. Allem Anschein nach hat der Serientäter wieder zugeschlagen – diesmal mit tödlichem Ausgang.
Alexandra Steffen fällt auf, dass alle Verbrechen an einem Mittwoch verübt wurden, und das ausgerechnet im selben Stadtteil, wo Kommissarin Sabrina Lorenz wohnt. Das bringt die junge Kommissarin auf die Idee, dem Täter eine Falle zu stellen: Sie will als Lockvogel in der Wohnung von Frau Lorenz auf den Vergewaltiger lauern. Währenddessen bekommt Resi mit, wie sich Jacky Wong in der Frauenumkleide aufhält und einigen Frauen beim Duschen zusieht und die Hand in der Hose hat. Schnell verlässt sie das Gebäude und geht zu einer Telefonzelle. Sie verständigt die Polizei. Polizeihauptmeister Anton Pfeifer kümmert sich um die Angelegenheit, holt Resi ab und sie beschatten den Trainer. Unterdessen geht der Plan mit der Falle gründlich schief, weil Benno Berghammer im Auto vor dem Haus einschläft und bei Polizei und Presse als Spanner denunziert wird. Unter dem Blitzgewitter der Pressefotografen wird er von Streifenpolizisten abgeführt, aber nach kurzer Zeit wieder freigelassen. Staatsanwältin Dr. Zirner ist außer sich über dieses eigenmächtige Handeln und suspendiert den Kommissar, der die Idee zu dieser Aktion auf seine Kappe nimmt. Alexandra Steffen konnte herausfinden, dass Jacky Wong ein Alibi hat. Als dann auch noch Resi Benno vorwirft, sie könne sich nirgends mehr blicken lassen, macht er sich auf die Suche nach einer anderen Bleibe, doch wegen des Presserummels will ihm niemand ein Zimmer geben.
Als Kommissarin Lorenz  Dr. Vogler, den sie eine Woche zuvor in einem italienischen Lokal kennengelernt hat, über den Weg läuft und sich mit ihm unterhält, ruft ihr Kollege Berghammer an und warnt sie vor dem Arzt. Er hat nämlich im Zuge der gescheiterten Aktion gesehen, dass Dr. Vogler mit einem Strauß roter Rosen an ihrer Wohnung vorbeigegangen ist. Offensichtlich scheint er doch etwas mit dem Fall zu tun zu haben. Sabrina kann das nicht glauben und trennt die Verbindung. Doch als Dr. Vogler nach der Verabschiedung noch einmal an sie herantritt, weist sie ihn zurück und schickt ihn weg. Vor der Wohnung findet sie einen Rosenstrauß und in einem Briefumschlag mehrere Karteikarten aus der Praxis des Arztes mit den Namen seiner Patientinnen, die alle schon vom Täter heimgesucht wurden. Voller Panik ruft sie ihren Kollegen herbei, und während sie auf ihn wartet, taucht Dr. Vogler erneut vor ihrer Wohnung auf und fleht um Einlass. Sie lässt ihn eine Weile zappeln, dann reißt sie die Tür auf, stellt ihn zur Rede und bezichtigt ihn, der Mörder zu sein, doch er streitet alles ab. Als Benno Berghammer dazustößt, fragt er den Arzt nach seinem Alibi für die Mordnacht. Dr. Vogler behauptet, noch einmal in das italienische Lokal gegangen zu sein. Der Kommissar lässt ihn gehen und veranlasst eine Observierung – mit Erfolg: Der Arzt läutet bei seiner Sprechstundenhilfe und wird prompt hineingelassen. Weitere Recherchen ergeben, dass es gegen Dr. Vogler zwei Verfahren wegen sexueller Nötigung gab, die aus Mangel an Beweisen eingestellt wurden.
Am nächsten Tag sucht Benno Berghammer die Praxis des Verdächtigen auf und erfährt von der Sprechstundenhilfe Ingrid Keller, dass Dr. Vogler ein Alibi für die Mordnacht von ihr wollte; sie seien seit zwei Jahren ein Paar. Die Rosen und die Karteikarten habe sie bei Frau Lorenz deponiert, weil sie sich nicht getraut habe, direkt zur Polizei zu gehen, sie habe nur so eine furchtbare Ahnung gehabt. Während dieses Gesprächs erfährt Berghammer, dass das Alibi des Arztes geplatzt ist, und nimmt ihn mit aufs Kommissariat. Dr. Vogler bestreitet alle Vorwürfe, auch die Beziehung mit Frau Keller und dass er ein Alibi von ihr verlangt habe. Als sich herausstellt, dass die Spritze, die im Arm der Ermordeten gesteckt hat, seine Fingerabdrücke trägt, wird er verhaftet.
Kommissarin Alexandra Steffen verabschiedet sich von Berghammer und Lorenz; ihre nächste Ausbildungsstation ist das FBI.
Prälat Hinter kommt ins Kommissariat, um die Ermittler vor einem schweren Fehler zu bewahren. Ohne das Beichtgeheimnis zu verletzen, teilt er den Kommissaren mit, dass Dr. Vogler die Überfälle nicht begangen haben könne, weil er nicht die Person sei, die bei ihm gebeichtet habe. Seine Formulierungen lassen darauf schließen, dass es sich um eine Frau handelte. Berghammer und Lorenz tippen auf Ingrid Keller, die jedoch kein Motiv zu haben scheint. Sie wollen – wieder ohne Wissen der Staatsanwältin – den Arzt und seine Sprechstundenhilfe gegeneinander ausspielen, indem sie Dr. Vogler freilassen und ihm sagen, Frau Keller sei es gewesen; ihr hingegen wollen sie sagen, er sei unschuldig.
Ingrid Keller holt ihren Chef vom Gefängnis ab und fährt ihn nach Hause. Sie gehen in die Garage und Frau Keller schließt das Tor. Minuten später kommt sie alleine wieder heraus und fährt mit dem Auto weg; Polizist Pfeiffer nimmt die Verfolgung auf. Da merken Berghammer und Lorenz, dass in der Garage ein Motor läuft, und können Dr. Vogler gerade noch rechtzeitig herausholen.
Unterdessen hat Pfeiffer Frau Keller bis nach Hause verfolgt und will dort zusammen mit ihr auf die Kommissare warten. Sie bietet ihm einen Kaffee an, was er dankend annimmt. Doch stattdessen setzt sie ihn mit einer Betäubungsspritze außer Gefecht und flüchtet erneut. Als die Kommissare den Polizisten nicht mehr erreichen können, eilen sie zu Frau Kellers Wohnung und wecken ihn auf.
Im Krankenhaus wird festgestellt, dass Dr. Vogler ebenfalls betäubt wurde. Als er wieder vernehmungsfähig ist, berichtet er den Kommissaren, dass Frau Keller ihm die Überfälle auf die Frauen gestanden und Alibis von ihm verlangt habe. Er habe das abgelehnt und ihr gedroht, zur Polizei zu gehen.
Ingrid Keller wird am Sylvensteinspeicher aufgespürt; sie will sich von der Aussichtsplattform stürzen. Durch gutes Zureden können die Kommissare sie von ihrem Vorhaben abbringen. Sie gesteht die Überfälle, doch den Mord an Frau Faltermaier will sie nicht begangen haben. Sie begründet ihre Taten damit, dass Dr. Vogler ihre Liebe nicht erwidert habe; sie habe sich für ihn aufgehoben und eine Familie mit ihm gründen wollen; stattdessen habe er sich nur für andere Frauen interessiert, sogar einigen Patientinnen habe er beigewohnt. Sie habe ihn bestrafen müssen, auch dafür, dass er sie ins Gefängnis bringen wollte.
Aus dem Obduktionsbericht geht hervor, dass die Spritze in Frau Faltermaiers Arm keinerlei Betäubungsmittel enthalten hat, was auf die Tat eines Trittbrettfahrers hindeutet. Da der naheliegendste Trittbrettfahrer in diesem Fall der Ehemann des Opfers ist, unterzieht Benno Berghammer den Fahrtenschreiber einer genaueren Überprüfung und stellt fest, dass Herbert Faltermaiers Angaben, verglichen mit den Kilometerständen, einen ausreichenden Interpretationsspielraum lassen. Die Kommissare konfrontieren den Fernfahrer mit der Vermutung, er habe zu der Zeit, wo er angeblich eine Pinkelpause eingelegt habe, den Mord begangen und sei anschließend noch ein wenig herumgefahren, um danach seine Frau zu finden und der Polizei den erschütterten Ehemann vorzuspielen. Faltermaier flüchtet mit seinem Auto, wird aber nach kurzer Zeit gestellt. Bei der Festnahme sagt er nur, die Schlampe habe es nicht anders verdient.
Resi Berghammer meint, wenn sie gewusst hätte, dass der Serientäter weiblich ist, hätte sie sich den Selbstverteidigungskurs sparen können. Da sie für ihr Diplom aber nur noch eine praktische Prüfung zu absolvieren hat, nimmt sie ihren Sohn als Kampfgegner und schickt ihn zu Boden.

## Hintergrund
Die Dreharbeiten erfolgten in Bad Tölz (u. a. Spedition Haibel), Lenggries (Sylvensteinspeicher) und Gaißach (Kirche); als Schauplatz für die „Pension Resi“ diente das Hollerhaus Irschenhausen.